# تجمع بدو دوظ (المهرة)

تعديل مصدري - تعديل

تجمع بدو دوظ هو "تجمع بدوي" في  مديرية المسيلة التابعة لمحافظة المهرة، بلغ تعداد سكانها 12 نسمة حسب تعداد اليمن لعام 2004.